# Eugenia itahypensis
Eugenia itahypensis är en myrtenväxtart som beskrevs av Otto Karl Berg. Eugenia itahypensis ingår i släktet Eugenia och familjen myrtenväxter. Inga underarter finns listade i Catalogue of Life.